# Enicospilus pinguivena
Enicospilus pinguivena là một loài tò vò trong họ Ichneumonidae.